# 瑞秋·诺特利
瑞秋·诺特利 MLA（1964年4月17日—），加拿大政治人物，2015-19年間任職第17任阿尔伯塔省省長。她為前任亞省新民主黨黨魁及亞伯達省議會愛民頓-士達孔拿選區省議員。她於2008年首度晉身省議會，再於2014年當選新民主黨黨魁和2015年宣誓就任省長，成為該省首位新民主黨黨籍省長。新民主黨於2019年省選敗予聯合保守黨成為省議會第二大黨，諾特利遂改任亞省官方反對黨主席。

## 生平

### 背景
瑞秋·諾特利於1964年在亞伯達省愛民頓出生，其後在該省西北部的費爾維尤長大。父親格蘭特（Grant Notley）於1968年成為亞省新民主黨黨魁，再於1971年當選亞伯達省議會斯比里特河-費爾維尤選區（Spirit River-Fairview）省議員，1984年10月19日遇上空難逝世。
諾特利於1987年從亞伯達大學獲取政治學學士學位，後到約克大學奧斯古法學院（Osgoode Hall Law School）攻讀法律，1990年畢業後為愛民頓勞工律師布雷克利（Bob Blakely）實習，其後入職亞伯達省政府僱員工會，為因工受傷的工會會員爭取權益。
諾特利於1994年遷至卑詩省溫哥華，成為卑詩健康科學協會的職業健康及安全代表，並曾任卑詩省律政廳長杜新志的助理。她於2002年返回愛民頓，先後在全國公共及普通僱員工會、阿薩巴斯卡大學和亞伯達護士工會等機構工作。
諾特利的丈夫魯·阿拉布（Lou Arab）為加拿大公共僱員工會的通訊代表，兩人育有兩名子女，一家居於愛民頓的老士達孔拿社區（Old Strathcona）。

### 晉身省政

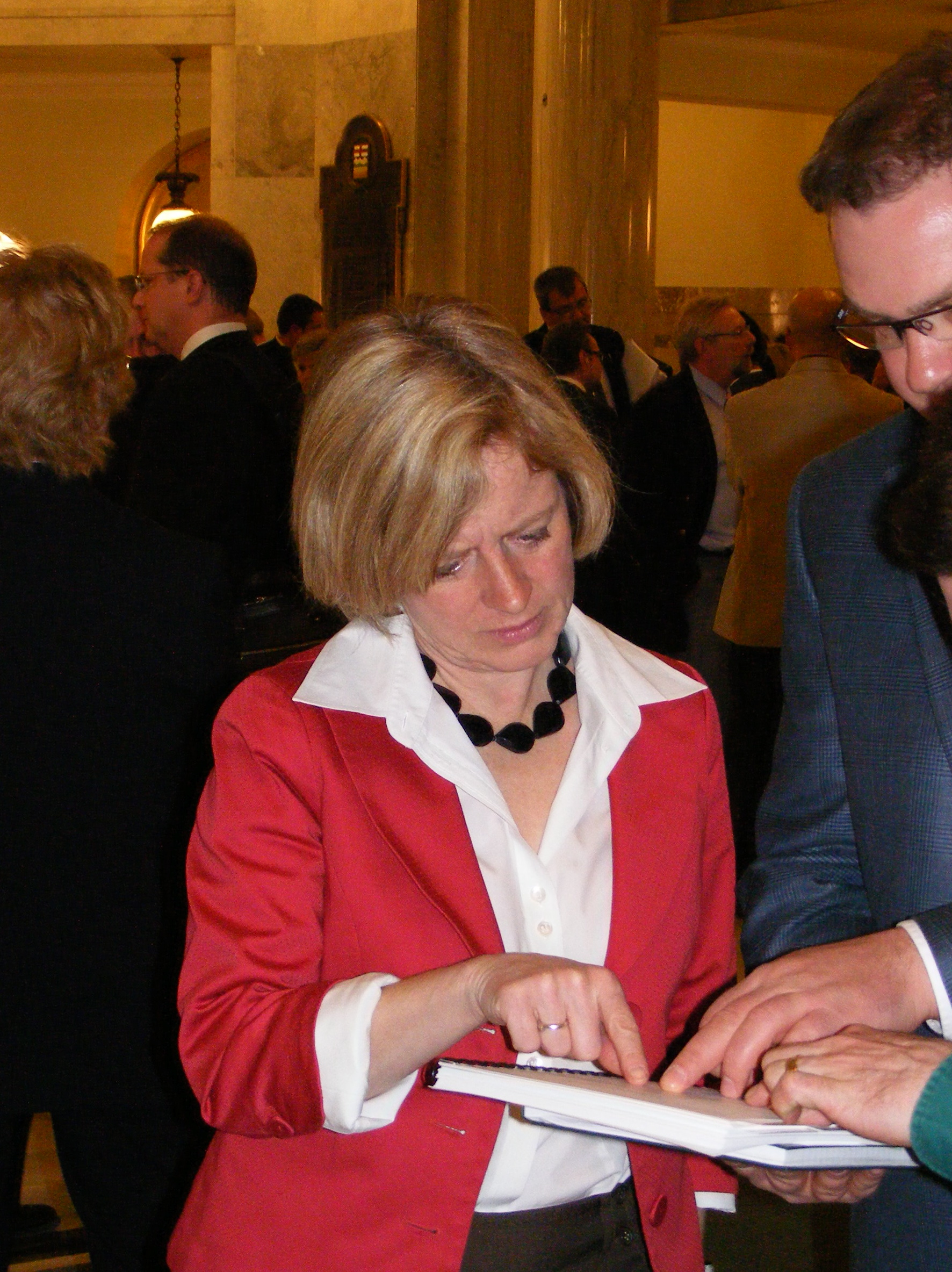
當選省議員後的諾特利（攝於2009年）

諾特利於1991年加入亞省新民主黨的競選策劃委員會，為1993年省選準備；新民主黨在該屆省選並未贏得任何議席。隨著巴勒特（Pam Barrett）於2000年辭去亞省新民主黨黨魁和愛民頓-高地選區省議員職務，當時仍居於卑詩省的諾特利返回愛民頓，參與新民主黨候選人美臣（Brian Mason）角逐該選區議席的競選工作。
她曾考慮參與2004年省選，但因她兩名子女當時仍年幼而放棄。2006年10月，她在無對手競爭的情況下贏取亞省新民主黨候選人提名，在來屆省選代表該黨角逐亞伯達省議會愛民頓-士達孔拿選區議席。她於2008年省選贏取該議席，首度晉身省議會，再於2012年省選在該選區連任。
美臣於2014年4月辭任新民主黨黨魁後，諾特利宣佈角逐該職位，並於同年10月18日舉行的黨魁選舉中在首輪投票以70%得票率當選。除了領導新民主黨黨團外，諾特利亦在省議會内擔任該黨的衛生、國際和各級政府關係、婦女地位和法律事務評議員。

### 2015年省選

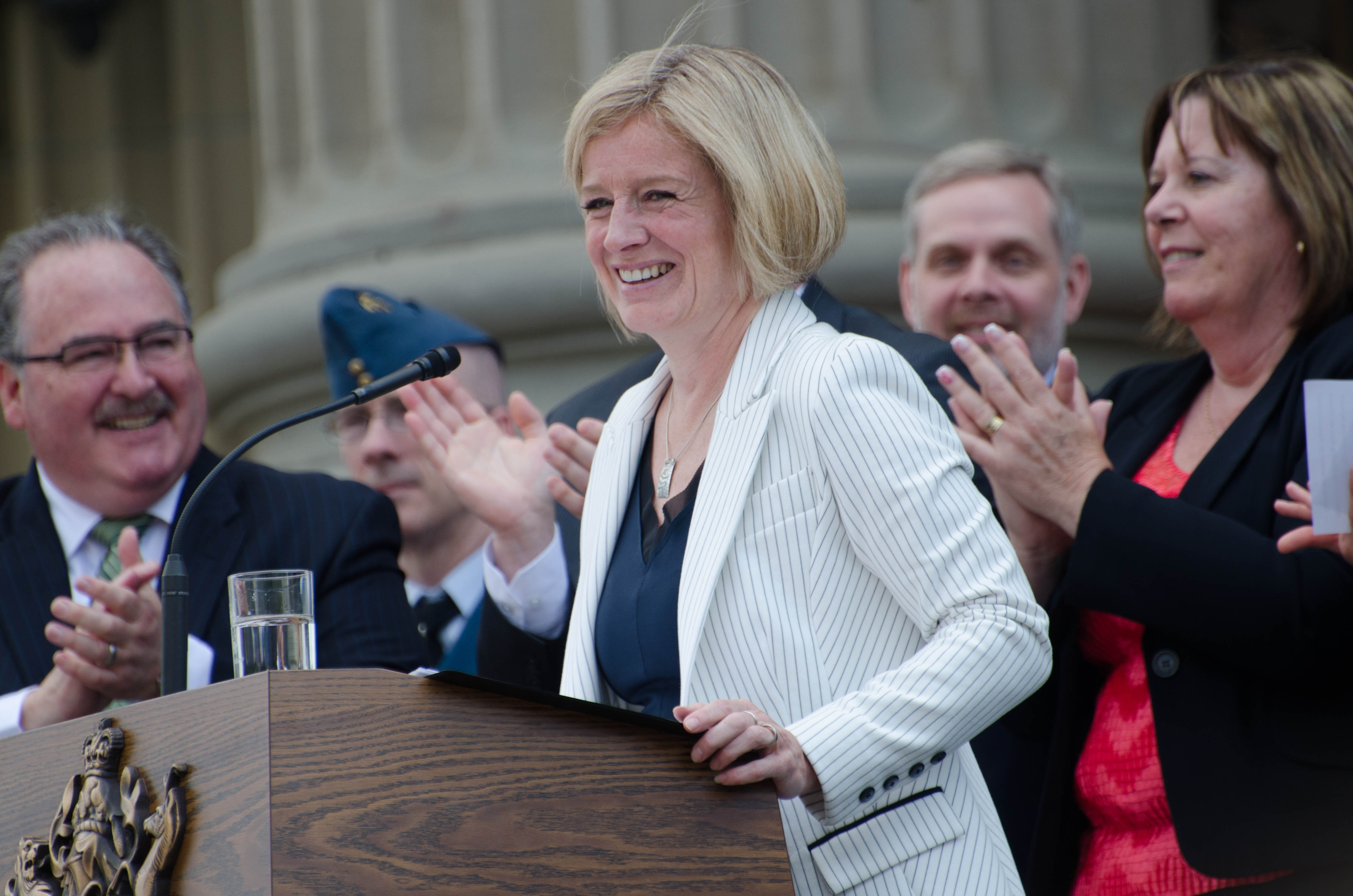
諾特利在省議會大樓外宣誓就任省長

國際油價從2014年末起下滑，重創以能源業為重心的亞省經濟，省府庫房收入亦驟減。進步保守黨政府於2015年3月公佈財政預算案，錄得亞省歷來最高的50億元赤字，省府遂增加多項服務收費。為了獲取選民授權省府整頓財務，省長彭迪思於2015年4月7日請示亞省省督解散省議會，並於同年5月5日舉行省選。一批原本隸屬官方反對黨野玫瑰黨（Wildrose Party）的省議員轉投進步保守黨，大傷野玫瑰黨元氣，外界評論因此普遍認為進步保守黨極有可能繼續執政，而在愛民頓一帶有相當支持的新民主黨則被認為有機成為官方反對黨。
隨著省選日期將至，民調顯示三大政黨的支持度不相伯仲。有見部分省民不滿進步保守黨發表的財政預算案，諾特利表示新民主黨若執政的話將提高企業稅和取消增加省府服務收費。諾特利在這次省選的唯一一場電視辯論中，被視為是眾黨魁中表現最佳。
省選前一星期，新民主黨的支持度抛離其他政黨，而該黨最終在省選贏取省議會87個議席中的54席，以多數姿態首次上台執政之餘，亦同時結束進步保守黨在亞省連續執政44年的歲月。諾特利在自己的選區連任省議員，並於2015年5月24日宣誓成為第17任亞伯達省省長。她委任的内閣成員只有12人，僅佔省議會全體議員總數的14%，為全國眾省中規模最小。

### 省長生涯
諾特利於2015年11月22日公布更新後的亞省應對氣候變化策略，當中包括從2017年起實施碳税、引入油砂業排放上限、逐步減少以燃煤發電（目標為2030年全面終結）、計劃在十年來將甲烷排放量減半、以及引入措施鼓勵再生能源。
此外，諾特利任職省長期間，新民主黨政府凍結專上學生學費，而省内最低工資則從2015年的每小時$10.20逐步增加至2018年的每小時$15.00。

### 2019年省選
進步保守黨和野玫瑰黨於2017年合併成聯合保守黨，亞省右派票源得以團結，此後聯合保守黨在多項民調的支持度皆大幅拋離新民主黨。在2019年4月舉行的省選中，聯合保守黨輕易贏取省議會多數議席上台執政，新民主黨則贏取省議會87席中的24席成為第二大黨（即官方反對黨）。諾特利保着自己選區議席，表示會留任新民主黨黨魁，並從新一屆省議會會期起出任亞伯達官方反對黨主席。

## 外部連結
- （英文）亞伯達省政府網站 瑞秋·诺特利省長簡介 （页面存档备份，存于）
- （英文）亞伯達省議會網站 瑞秋·诺特利議員簡介 （页面存档备份，存于）